# ヴィクトル・ネルソン
ヴィクトル・エノク・ネルソン（Victor Enok Nelsson, 1998年10月14日 - ）は、デンマーク・ホーンバック出身のサッカー選手。ASローマ所属。デンマーク代表。ポジションはディフェンダー。

## 経歴

### クラブ
2016年9月12日、デンマーク・スーペルリーガのAGF戦にてFCノアシェランでのトップチームデビューを果たした。
2019年7月5日、4年契約でFCコペンハーゲンに移籍した。
2021年8月11日、ガラタサライSKと5年契約を結んだ。
2025年2月3日、ASローマに買取オプション付きのレンタルで移籍した。

### 代表
2020年11月11日、スウェーデン代表との親善試合でデンマーク代表での初キャップを記録した。2021年6月から開催されたUEFA EURO 2020のメンバーからは落選するも、2022 FIFAワールドカップに臨むデンマーク代表には招集され、グループステージ第2戦目のフランス代表戦にのみ先発フル出場した。

## 代表歴

### 出場大会
- デンマーク代表
  - 2022 FIFAワールドカップ

### 試合数
- 国際Aマッチ 10試合 0得点（2020年-）[7]

| デンマーク代表 | 国際Aマッチ | 国際Aマッチ |
| 年             | 出場        | 得点        |
| -------------- | ----------- | ----------- |
| 2020           | 1           | 0           |
| 2021           | 1           | 0           |
| 2022           | 6           | 0           |
| 2023           | 2           | 0           |
| 2024           |             |             |
| 通算           | 10          | 0           |